# Magnolia caveana
Espèce
Statut de conservation UICN

 DD  : Données insuffisantes
Magnolia caveana est une espèce de plantes à fleurs de la famille des Magnoliaceae. C'est un arbre trouvé en Asie.

## Description
C'est un arbre.

## Répartition et habitat
L'espèce est trouvée en Assam en Inde, en Birmanie, dans le Yunnan et le Tibet en Chine et dans l'est de l'Himalaya. 
Elle pousse en milieu subtropical.